# 汐華千彩人
汐華 千彩人（しおばな ちさと）は、日本の作曲家・編曲家・ギタリスト・ピアニスト。
以前はフィーチャーフォンのゲームクリエイターとしても活動していた。　

## 提供作品
あおいれな
童貞泥棒（作曲/編曲）
マシュマロ3d+
Live Overture（作曲/編曲）
あいうえお兄ちゃん!（編曲）
HOME（作曲/編曲）
+（ぷらす）（作曲/編曲）
放課後バケーション（作曲/編曲）
HYPER SPIRIT（作曲/編曲）
CANDY WONDERLAND（作曲/編曲）
SHANGRI LOVE（作曲/編曲）
ZOKKONジェラシー （編曲）
ZERO （編曲）
最強SUMMER LOVE （編曲）
吉沢明歩
大人の片思い。（作曲編曲）
VITCH VITCH (BRW108)
Brave in my heart（作曲/編曲）　
さえぐさ鼻男
鼻につくバラード（作曲/編曲）　
ハナニツキ（作曲/編曲）　
つぼみ
everlusting days（作詞/作曲/編曲）
人妻時代
人妻時代（編曲）

## その他
横須賀歌麻呂
- 単独公演ライブ『FINISH ON FACE GUARD WITH MASTURBATION』音楽制作担当
- 映画『YARIMAN HUNTER(やりまんハンター)』（2022年11月25日公開、企画・原案・主演:横須賀歌麻呂）[1][2][3] - 音楽担当。映画はR-18指定。